# 煖帶密土司衙門
煖帶密土司衙門位於四川省涼山州甘洛縣，文物年代判定為民國。2012年7月16日公佈為四川省文物保護單位。股帶密土司衙門位於四川省涼山彝族自治州甘洛縣田坝镇煖带密村（原前進鄉前進村）二組，是涼山地區原形態保存較為完整、建築獨特的民國時期彝族土司衙門建築。
煖带密土千户土司元代住牧在越西、甘洛一帶，彝稱斯茲茲莫。明代授封為部長官司，設置越西縣新民鎮大寨村。清初封次房嶺安泰為蝶帶密土千戶，衙門設在甘洛縣前進鄉前進村。
現存建築是末代土司于民國時期修建的，石木結構，坐北向南、長方形，東西長21.2米，南北寬9.48米，高9.9米、石牆厚0.8米、屋簷1.3米，共計14間房，建築面積200.97平方米。2008年，蝶帶密土司衙門被甘洛縣人民政府公佈為縣級文物保護單位。